# 늪 (2001년 영화)
《늪》(La Cienaga, The Swamp)은 아르헨티나, 스페인, 프랑스에서 제작된 루크레시아 마르텔 감독의 2001년 코미디, 드라마 영화이다. 메르세데스 모란 등이 주연으로 출연하였고 리타 스탄틱 등이 제작에 참여하였다.

## 출연

### 주연
- 메르세데스 모란
- 그레이시엘라 보게스

### 조연
- 마틴 아드제미안
- 레오노라 발카르세
- 소피아 베르톨로토

## 기타
- 공동제작: 조세 마리아 몰라레스
- 라인프로듀서: 마르타 파르가
- 미술: 그라시엘라 오데리고
- 배역: 나탈리아 스미노프